# George McNamara
George Andrew McNamara, född 26 augusti 1886 i Penetanguishene, Ontario, död 10 mars 1952 i Miami, var en kanadensisk professionell ishockeyspelare.

## Karriär

### 1906–1912
George McNamara inledde sin professionella ishockeykarriär med att spela tre matcher för Canadian Soo i International Professional Hockey League säsongen 1906–07. Från 1907 till 1909 spelade han för Montreal Shamrocks i Eastern Canada Amateur Hockey Association och Eastern Canada Hockey Association. Från 1910 till 1912 spelade McNamara för Waterloo Colts i Ontario Professional Hockey League och Halifax Crescents i Maritime Professional Hockey League.

### National Hockey Association
Säsongen 1912–13 flyttade McNamara till Toronto för att spela med Toronto Tecumsehs i National Hockey Association. Säsongen därefter, 1913–14, delade han speltiden mellan Tecumsehs uppföljarlag Toronto Ontarios och Toronto Blueshirts. Med Toronto Blueshirts vann han sedan Stanley Cup i mars 1914 sedan laget besegrat först Montreal Canadiens i ett dubbelmöte och sedan även Victoria Aristocrats från PCHA i tre raka matcher med siffrorna 5-2, 6-5 och 2-1.
Under de tre efterföljande säsongerna spelade McNamara varsin säsong för Toronto Shamrocks, Toronto Blueshirts och Torontos 228:e bataljon innan Torontos 228:e bataljon sändes ut för militärtjänstgöring i februari 1917.
1958 valdes George McNamara in som ärad medlem i Hockey Hall of Fame.

## Familj och spelstil
George McNamara hade två yngre bröder, Harold och Howard, som likt George även de var professionella ishockeyspelare på backpositionen. George och Howard McNamara spelade tillsammans i bland annat Waterloo Colts i Ontario Professional Hockey League och Halifax Crescents i Maritime Professional Hockey League och gavs smeknamnet Dynamite Twins, "Dynamittvillingarna", på grund av deras fysiska spel och stenhårda tacklingar. Bröderna McNamara var ovanligt storvuxna spelare för sin era och George vägde in på 100 kg fördelat på 185 cm.

## Statistik
ECAHA = Eastern Canada Amateur Hockey Association, ECHA = Eastern Canada Hockey Association
| 1906–07    | Canadian Soo            | IPHL        | 3  | 0  | 0  | 0  | 0   | – | – | – | – | – |
| 1907–08    | Montreal Shamrocks      | ECAHA       | 10 | 3  | 0  | 3  | 34  | – | – | – | – | – |
| 1909       | Montreal Shamrocks      | ECHA        | 12 | 4  | 0  | 4  | 60  | – | – | – | – | – |
| 1910–11    | Waterloo Colts          | OPHL        | 16 | 15 | 0  | 15 | –   | 1 | 0 | 0 | 0 | – |
| 1911–12    | Halifax Crescents       | MPHL        | 10 | 2  | 0  | 2  | 24  | – | – | – | – | – |
| 1912–13    | Toronto Tecumsehs       | NHA         | 20 | 4  | 0  | 4  | 23  | – | – | – | – | – |
| 1913–14    | Toronto Ontarios        | NHA         | 9  | 0  | 1  | 1  | 0   | – | – | – | – | – |
|            | Toronto Blueshirts      | NHA         | 9  | 0  | 1  | 1  | 2   | – | – | – | – | – |
|            | Toronto Blueshirts      | Stanley Cup | –  | –  | –  | –  | –   | 3 | 2 | 0 | 2 | 0 |
| 1914–15    | Toronto Shamrocks       | NHA         | 18 | 4  | 8  | 12 | 67  | – | – | – | – | – |
| 1915–16    | Toronto Blueshirts      | NHA         | 23 | 5  | 2  | 7  | 74  | – | – | – | – | – |
| 1916–17    | Torontos 228:e bataljon | NHA         | 11 | 2  | 1  | 3  | 15  | – | – | – | – | – |
| NHA totalt | NHA totalt              | NHA totalt  | 90 | 15 | 13 | 28 | 181 | – | – | – | – | – |

Statistik från hockey-reference.com och hhof.com